# TopStars
TopStars was de Nederlandse versie van de Belgische televisiesoap Spring van Studio 100 die uitgezonden werd op Z@ppelin en Z@PP van 26 oktober 2004 tot 29 december 2006 en ging over een groep jongeren die leven in en om een dansschool. De serie liep drie seizoenen. Na het derde seizoen werd in 2007 bekend dat er geen nieuwe afleveringen geproduceerd zullen worden. Net als Spring (2002-2008) werd ook TopStars door Studio 100 geproduceerd.

## Verhaal
TopStars gaat over een groep jongeren die zichzelf en de wereld ontdekken in en rond dansschool TopStars. De meisjes houden van dansen, fotografie en mode. De jongens houden van stevige muziek. Liefde, vriendschap maar ook competitie komen heel vaak terug in de serie. Maar vriendschap overwint alles en uiteindelijk komt alles goed!

## Seizoenen
| Seizoen | Afleveringen (Totaal) | Afleveringen (Seizoen) | Afleveringen (Verloop) | Uitzendingen                       | Titelsong               |
| ------- | --------------------- | ---------------------- | ---------------------- | ---------------------------------- | ----------------------- |
| 1       | 156                   | 52                     | 1-52                   | 26 oktober 2004 - 21 januari 2005  | Spring                  |
| 2       | 156                   | 52                     | 53-104                 | 21 oktober 2005 - 25 november 2005 | Jong                    |
| 3       | 156                   | 52                     | 105-156                | 19 oktober 2006 - 29 december 2006 | We kunnen het leven aan |

## Verhaallijnen

### Seizoen 1
- Het draait allemaal om een dansschool. Daar krijgen onder andere Marieke, Anne en nieuwkomer Bo, les van Peggy. Bo is hierheen verhuisd met haar moeder Marie-France. Deze heeft een modellenbureau. Peggy maakt bekend dat ze gaan meedoen aan een danswedstrijd.
- Bo wil graag de solo dansen, maar jammer genoeg is deze weggelegd voor Marieke. Toch probeert Marie-France haar te helpen. Ze biedt Peggy sponsorgeld aan, maar die laat zich echter niet omkopen. Marie-France gooit het over een andere boeg en geeft Marieke veel opdrachten in de reclamewereld waardoor zij geen tijd overhoudt om op haar solo te kunnen oefenen.
- In de dansschool oefent ook een bandje. Deze bestaat uit Peggy's broertje Ruben, Bas, Mariekes broertje Daan en Tom, de vriend van Anne. Ruben wordt al snel verliefd op Bo, maar zij vindt Daan veel leuker. Tussen Ruben en de rest van de band ontstaan er steeds meer problemen; hij wordt uiteindelijk vervangen door Bas' neef Lars en zegt uit woede de huur van de repetitieruimte op. De band is boos en laat dat merken ook. Toch weet Daan een nieuwe ruimte te vinden. In de oude repetitie-ruimte beginnen Peggy en Daan een fitnesszaal. .
- Marieke krijgt een chatvriend; Dreamboy. Haar vader Gerard is niet zo blij met de Dreamboy. Toch is zij wel helemaal in de wolken. Dreamboy heet in het echt Olivier en kan het goed vinden met Ruben. Samen saboteren ze een eerste afspraak tussen de band en een belangstellende manager. Daarnaast helpt Olivier Lars aan de pillen, om zo heel lang wakker te blijven
- Bas heeft een afspraakje met Marieke, maar Olivier sluit hem op in de bergruimte. Niemand die hem gelooft wanneer hij wordt eruit wordt gehaald. Als Bas eenmaal ontdekt dat Lars pillen slikt besluit hij om Olivier in de val te laten lopen. Peggy geeft iedereen een donderpreek omdat ze overal buiten is gehouden.
- Ondertussen heeft Anne het uitgemaakt met Tom omdat ze verliefd is geworden op Lars. Als Tom hierachter komt kondigt hij op de radio z'n vertrek aan. "TopStars zoekt een nieuwe drummer omdat meneer hier niet met z'n vuile poten van m'n vriendin kan afblijven". Toch weet de band hem over te halen om terug te keren voor de showcase aan het einde van het seizoen. Ook de vader van Bo, Robert, komt terug uit Thailand. Topstars wint de danswedstrijd door een dubbele solo van Marieke en Bo.

### Seizoen 2
- Ondanks het winnen van de danswedstrijd raakt Topstars nog dieper in de schulden en dreigt de dansschool te worden verkocht tijdens een openbare veiling. Tot ergernis van Peggy werpt Marie-France zich op als zakelijk manager en probeert ze haar eigen ideeën door te drukken. Daar blijft het niet bij, want als Marie-France erachter komt dat Peggy en Robert gevoelens voor elkaar beginnen te krijgen doet ze er alles aan om hun relatie te verstoren.
- Lars wordt door Anne gedumpt en stapt uit de band; hij neemt I'm Gonna Be A Star op met Bo die na een beenbreuk een carrière als zangeres is begonnen. Vervolgens gaat Lars in zee met de nieuwe danseres Monica voor haar versie van genoemd nummer zonder vermelding dat het door Bo is geschreven
- Daan is gezakt en mag van z'n ouders niet meer meespelen totdat ie z'n herexamen heeft gehaald. Hij krijgt hulp van Bas' nicht Femke op wie hij stapelverliefd wordt; omdat het niet wil lukken met de voorbereidingen koopt Daan de antwoorden van ene Joost. Ruben keert terug bij de band op voorwaarde dat hij drummer en leadzanger wordt. Ook Tom en Bas gaan zingen en veranderen van instrument; Tom schakelt over naar gitaar en Bas neemt zowel keyboards als basgitaar op zich. Na afloop van het optreden wordt Topstars opgetekend door een manager (Wim) die wil dat deze bezetting blijft zoals ie is.
- Ruben begeeft zich op het liefdespad; hij probeert indruk te maken op Monica en doet zich voor als de baas van Topstars. Dit leugentje komt hem duur te staan als hij haar mee uitneemt in de van Toms vader gestolen auto en het in de prak rijdt. Na deze blunder wordt Ruben verliefd op Kim, bardame bij discotheek Frenz. Ruben maakt een afspraakje met Kim maar ziet hoe zij door een ander wordt gekust; het blijkt echter haar broer te zijn.
- Anne kan Tom niet terugkrijgen omdat hij nu met Bo gaat en dus besluit ze lesbisch te worden. Ze zet haar zinnen op Marieke maar die wil daar niks van weten, zeker niet als blijkt wie die anonieme liefdesbrief heeft geschreven. Bo wil bij Tom intrekken maar als hij geen antwoord geeft verdenkt ze hem ervan een ander (Monica) te hebben. In opdracht van Monica steelt Lars de demo en stopt hem in de tas van Anne.
- Daan slaagt voor z'n examen, alleen waren het wel andere opgaven. Joost en z'n handlanger Bart blijven geld van hem afpersen, zelfs na het afstaan van de chantagefoto's. Uiteindelijk verlaagt Daan zich tot het beroven van de Topstars-kluis. Bas is er door Marie-France als nachtwaker ingehuurd. Tom en Ruben jagen hem de stuipen op het lijf terwijl Daan hem tijdens de inbraak makkelijk weet te passeren. Marie-France is niet tevreden over Bas en zorgt er telefonisch voor dat hij ontslagen wordt. Daan blijft last houden van Joost en Bart, die autodieven blijken te zijn, en doordat Bas hem vertelt waar Peggy het geld nu heeft verstopt ziet ie opnieuw kans om in te breken. Hij weet echter niet dat er een bewakingscamera hangt. Zodoende komt Femke erachter dat Daan de inbreker is en dwingt ze hem om alles op te biechten. De jongens zijn woedend maar tonen zich toch bereid om hem te helpen met het opsporen van autodieven Joost en Bart.
- Marie-France vertelt dat zij de dansschool wil kopen om het af te breken; als Bo haar hoort zeggen "Ik heb geen dochter" stort haar wereld in. Robert probeert via de veiling te voorkomen dat Topstars definitief in handen valt van z'n valse ex, maar het blijkt vergeefse moeite.
- Bo en Monica moeten allebei opnieuw de demo inzingen, de beste versie wordt de officiële. De jongens missen hun eerste videoshoot doordat ze de gestolen auto's ontdekken en vastgehouden worden. Bo's versie van I'm Gonna Be A Star wordt op cd uitgebracht, en de autodieven worden gearresteerd. Vanwege dit heldhaftige optreden mag Daan weer in de band terugkeren, en dankzij de bemiddeling van Robert met de gemeente blijft Topstars van Peggy.

### Seizoen 3
- Peggy maakt zich op voor de heropening van Topstars en weet nog niet dat Robert een baan in het buitenland heeft geaccepteerd; als Marie-France daarachter komt weet ze wat haar te doen staat. Robert tekent bijna een contract dat Marie-France tot eigenaar van zijn aandelen in Topstars maakt. Peggy komt nog net op tijd om het contract te verscheuren maar haar vertrouwen is onherstelbaar beschaamd. Bo en Monica trekken in de flat van Robert.
- Femke trekt bij de van Astens in en neemt Liesbeth in vertrouwen over haar ongewenste zwangerschap. Ondertussen begint Daan weer gevoelens te krijgen voor Bo.
- De jongens vieren de release van hun debuut-cd, maar hun vreugde wordt getemperd door de studiorekening die ze wordt toegestuurd. Helaas kunnen ze hier niet onderuit. In de snackbar ontmoet Bas zijn toekomstige werkgeefster en vriendin Sophie; haar vader Henk is bereid om manager van Topstars te worden. Tom is hier niet blij mee aangezien Sophie zijn vakantieliefde was die hem had laten zitten.
- Op advies van Victor richt Marie-France haar eigen dansschool op. Monica heeft de opdracht om de Topstars-meiden daarheen te lokken en ze een contract te laten tekenen dat ze verbiedt om voor derden te dansen. Peggy wordt naar de opening van de MF Dansacademie gelokt en komt erachter waarom de meiden, zelf ook onaangenaam verrast, zich niet voor de volle honderd procent konden geven. Als blijkt dat de contracten ongeldig zijn (dansleraar Lorenzo is naar eigen zeggen een vrije geest) kunnen ze wraak nemen.
- Lars is terug en presenteert een radioprogramma; de Lars Leed Night Show. De jongens nemen het hem nog steeds kwalijk dat hij zonder taal of teken naar de Verenigde Staten is vertrokken en laten hem dat weten ook. Henk laat de jongens Het Frietlied opnemen en het in gele pakjes en al spelen tijdens een snackbarconcert. Lars pest zijn vroegere bandmaatjes door de live-opname van Het Frietlied grijs te draaien; dit leidt echter tot een studio-invasie (Ruben: "Dit is de Lars Heeft Even Geen Tijd Show"). Henk is not amused.
- Anne is jaloers dat Marieke alleen nog maar met Femke optrekt en probeert hun vriendschap kapot te maken. Marieke en Femke komen erachter dat Anne ze heeft afgeluisterd en zetten een val voor haar uit. Anne probeert via de radio haar excuses aan te bieden maar Marieke zit daar niet op te wachten.
- Anne vertrekt naar de MF Dansacademie nadat Monica haar heeft wijsgemaakt dat Peggy haar niet meer wil hebben; Marie-France heeft echter niet het beste met haar voor. Als Topstars een tv-optreden binnensleept zorgt Marie-France er via chantagebeelden voor dat de MF Dansacademie die opdracht krijgt. Anne komt erachter wat Marie-France allemaal in haar schild voert en verwijdert op instructies van Lars de chantagebeelden uit de computer, wat haar tot heldin van de dag maakt.
- Henk stuurt de band naar een niet-bestaand festival in Salou. Het reisje eindigt in een douanegevangenis nadat er onder in de bus een kilo drugs wordt aangetroffen. Bas raakt er met moeite van doordrongen dat Henk de band erin heeft geluisd. Als Henk hoort dat Sophie de schuld op zich heeft genomen geeft hij zichzelf aan. Daan heeft dit allemaal niet meegemaakt omdat hij uit de band is gezet wegens misplaatste verliefdheid. Op moeders advies besluit Daan om z'n hart te volgen en op zoek te gaan naar Bo. Hij schakelt daarvoor de hulp in van Lars maar onderweg raken ze betrokken bij een auto-ongeluk.

### Na de serie
Hoewel er geen vierde seizoen is gemaakt, stond op de website van de TROS een beschrijving van de gebeurtenissen na het open einde van seizoen 3.

## Verschillen tussenTopStarsenSpring

### Verhaal
Het eerste seizoen van TopStars was nog gelijk aan dat van Spring, al moesten er een aantal dingen worden veranderd omdat de Nederlandse en Belgische wetten van elkaar verschillen. Ook is het eerste seizoen van het Nederlandse TopStars wat drukker en met wat meer actie opgenomen. Vanaf het tweede seizoen gaat TopStars zijn eigen weg; wel blijven er enkele overeenkomsten met het Vlaamse Spring.

### Namen van personages
Veel personages uit Spring hebben bij TopStars andere namen gekregen die in Nederland populair zijn:
| Spring  | TopStars |
| ------- | -------- |
| Evert   | Bas      |
| Katrijn | Marieke  |
| Maggy   | Peggy    |
| Chantal | Bo       |
| Pieter  | Daan     |
| Thomas  | Tom      |
| Xavier  | Ruben    |
| Roxanne | Monica   |
| Jonas   | Lars     |
| Evi     | Anna     |
| Roger   | Gerard   |
| Arlette | Liesbeth |

## Rolverdeling

### Hoofdrollen
| Personage         | Acteur/actrice           | Afleveringen   | Seizoen | Periode   | Opmerking         |
| ----------------- | ------------------------ | -------------- | ------- | --------- | ----------------- |
| Anne de Bie       | Carolien van Wijngaarden | 1-156          | 1-3     | 2004-2006 |                   |
| Bas van Bellum    | Martijn Dijkstra         | 1-156          | 1-3     | 2004-2006 | neef van Lars     |
| Bo Goegebuer      | Noi Pakon                | 1-156          | 1-3     | 2004-2006 |                   |
| Daan van Asten    | Lieuwe Roonder           | 1-156          | 1-3     | 2004-2006 | broer van Marieke |
| Marieke van Asten | Tanja van der Werff      | 1-156          | 1-3     | 2004-2006 | zus van Daan      |
| Ruben Lejeune     | Aiko Letschert           | 1-156          | 1-3     | 2004-2006 | broer van Peggy   |
| Tom Desmyter      | Marne Miesen             | 1-156          | 1-3     | 2004-2006 |                   |
| Lars Verduyn      | Fons van Rongen          | 7-104, 125-156 | 1-3     | 2004-2006 | neef van Bas      |
| Femke             | Nicky Koole              | 56-156         | 2-3     | 2005-2006 | nicht van Bas     |
| Monica            | Ingrid Jansen            | 60-156         | 2-3     | 2005-2006 |                   |
| Sophie            | Liesbeth Janse           | 121-156        | 3       | 2006      | dochter van Henk  |

### Nevenrollen
| Personage                           | Acteur/actrice      | Afleveringen | Seizoen | Periode         | Opmerking                 |
| ----------------------------------- | ------------------- | ------------ | ------- | --------------- | ------------------------- |
| Peggy Lejeune                       | Nicole Oerlemans    | 1-156        | 1-3     | 2004-2006       | zus van Ruben             |
| Marie-France Goegebuer-Van Mechelen | Marleen van der Loo | 1-154        | 1-3     | 2004-2006       | moeder van Bo             |
| Gerard van Asten                    | Joost Demmers       | 1-156        | 1-3     | 2004-2006       | vader van Daan & Marieke  |
| Liesbeth van Asten                  | Irene Kuiper        | 1-156        | 1-3     | 2004-2006       | moeder van Daan & Marieke |
| Victor                              | Miguel Stigter      | 9-153        | 1-3     | 2004-2006       |                           |
| Robert Goegebuer                    | Ronald Beer         | 35, 41-119   | 1-3     | 2004, 2005-2006 | vader van Bo              |
| Henk                                | Cees Geel           | 134-156      | 3       | 2006            | vader van Sophie          |

### Gastrollen
| Personage                                                 | Acteur/actrice            | Afleveringen               | Seizoen | Periode    |
| --------------------------------------------------------- | ------------------------- | -------------------------- | ------- | ---------- |
| Danseres                                                  | Sarah Ririhena            | 1-156                      | 1-3     | 2004-2006  |
| Fleur (danseres)                                          | Naomi Korper              | 1-156                      | 1-3     | 2004-2006  |
| Karin (danseres)                                          | Maja Egter van Wissekerke | 1-156                      | 1-3     | 2004-2006  |
| Sara (danseres)                                           | Eline de Bruijne          | 1-156                      | 1-3     | 2004-2006  |
| Sophie (danseres)                                         | Eleanor Lejarde           | 1-156                      | 1-3     | 2004-2006  |
| Joris                                                     | Peter Stassen             | 11, 13-14, 16-17           | 1       | 2004       |
| Dreamboy/Olivier Bovenkamp                                | Arjan van Twisk           | 13-48, 50                  | 1       | 2004-2005  |
| Piet Dubois                                               | Stan Lambregts            | 22-24, 34, 46, 50          | 1       | 2004-2005  |
| Dirk, de fotograaf                                        | Eric Kerremans            | 30-31, 49-52               | 1       | 2004-2005  |
| Mike, nationaal tafelvoetbalkampioen                      | Roel Dullaart             | 35-36, 43-44               | 1       | 2004-2005  |
| Mark, de technicus                                        | Frank Van Erum            | 41                         | 1       | 2005       |
| Drugsdealer                                               | onbekend                  | 42                         | 1       | 2005       |
| Radiopresentator Timo van Radio Groove                    | Edwin Diergaarde          | 42, 44                     | 1       | 2005       |
| Tafelvoetbalpartner van Mike                              | Alexander Hoeboer         | 43-44                      | 1       | 2005       |
| Politieagent                                              | Eugène Ligtvoet           | 50                         | 1       | 2005       |
| Marnix de Jong                                            | onbekend                  | 50                         | 1       | 2005       |
| Visagiste van de fotoshoot van Marieke                    | Saskia Kikkert            | 50-51                      | 1       | 2005       |
| Toneelmeester van Dans Media & Dance Factory              | Barrie Stevens            | 51-52                      | 1       | 2005       |
| Joost                                                     | Arian Foppen              | 59-104                     | 2       | 2005       |
| Bart                                                      | João Da Luz               | 59-104                     | 2       | 2005       |
| Anton Bremers                                             | Marc Waltman              | 65                         | 2       | 2005       |
| Wim, de manager                                           | Ronald van Elderen        | 65-104                     | 2       | 2005       |
| Docent en examinator van Daan                             | Paul Donkers              | 68-69                      | 2       | 2005       |
| Kioskdame                                                 | Wilma van der Heijden     | 71, 84, 109, 114, 136, 140 | 2, 3    | 2005, 2006 |
| Harry Desmyter (vader van Tom)                            | Bert Apeldoorn            | 74                         | 2       | 2005       |
| Mark, de geluidstechnicus                                 | Sébastien De Smet         | 81, 84, 92-93, 95, 99      | 2       | 2005       |
| Keith, de producer                                        | Pierre Alexandre          | 81, 84, 92, 95             | 2       | 2005       |
| Achmed, de ober                                           | Marc Krone                | 83, 96-(97), 121, 137, 141 | 2-3     | 2005-2006  |
| Kluis monteur                                             | Juan Gômez Ocampo         | 88                         | 2       | 2005       |
| Kimberley (zus van Casper)                                | onbekend                  | 90-91, 96-100, 104         | 2       | 2005       |
| Meneer Buisman                                            | Alexander Berson          | 96, 99-100, 102-103        | 2       | 2005       |
| Casper (broer van Kimberley)                              | Joost Rekkers             | 98-100, 104                | 2       | 2005       |
| Veilingmeester                                            | Gert-Jan Jansen           | 99-100                     | 2       | 2005       |
| Autobendeleider                                           | Jeroen van Delft          | 99, 103-104                | 2       | 2005       |
| Videoclipregisseur                                        | Armand Pol                | 103-104                    | 2       | 2005       |
| Zakenman                                                  | Ids van der Krieken       | 105                        | 3       | 2006       |
| Drogist verkoopster                                       | Sophie Veldhuizen         | 105, 112                   | 3       | 2006       |
| Vrouw in het park                                         | Brigitte Odett            | 109                        | 3       | 2006       |
| Frederik Groothuizen                                      | Jochen Otten              | 110-115                    | 3       | 2006       |
| Berend, de ex van Sophie                                  | Duncan Anepool            | 125-127                    | 3       | 2006       |
| Lorenzo, de choreograaf van MF Dansacademie               | Christian Celini          | 129-156                    | 3       | 2006       |
| Man op de gitaar                                          | onbekend                  | 137                        | 3       | 2006       |
| Barry Vermeulen, de choreograaf van MF Dansacademie       | Urvin Monte               | 137-138                    | 3       | 2006       |
| Fotografe                                                 | onbekend                  | 138                        | 3       | 2006       |
| Jean Paul Carré                                           | Chris Corens              | 138                        | 3       | 2006       |
| Jack de Ridder                                            | Gert-Jan Jansen           | 143-156                    | 3       | 2006       |
| Pieter ten Kate (ongediertebestrijdingsdienst)            | Gernand Hierink           | 149                        | 3       | 2006       |
| Collega van Pieter, Oudsma (ongediertebestrijdingsdienst) | onbekend                  | 149                        | 3       | 2006       |
| Franse douanier                                           | Nicolas Vander Biest      | 152-156                    | 3       | 2006       |

## TopStars, de band
TopStars is een band naar de gelijknamige reeks. Deze band startte met Martijn Dijkstra, Marne Miesen, en Aiko Letschert. Lieuwe Roonder kwam pas later bij de band.
In april 2006 kwam hun eerste langspeel-cd uit met voornamelijk vernederlandste liedjes van Spring zoals Te Min Voor Katja (Te Min Voor Anja) en Met De Sneltrein Naar Zandvoort (Met De Trein Naar Oostende).

### Discografie

#### Albums
| Album met eventuele hitnotering(en) in de Nederlandse Album Top 100 | Datum van verschijnen | Datum van binnenkomst | Hoogste positie | Aantal weken | Opmerkingen |
| ------------------------------------------------------------------- | --------------------- | --------------------- | --------------- | ------------ | ----------- |
| Topstars                                                            | 21-04-2006            |                       |                 |              |             |

#### Singles
| Single met eventuele hitnotering(en) in de Nederlandse Top 40 | Datum van verschijnen | Datum van binnenkomst | Hoogste positie | Aantal weken | Opmerkingen |
| ------------------------------------------------------------- | --------------------- | --------------------- | --------------- | ------------ | ----------- |
| Spring                                                        | 04-05-2005            | -                     | tip             |              |             |
| Te min voor Katja                                             | 10-10-2005            | -                     | tip             |              |             |
| Jong                                                          | 17-02-2006            | -                     | 27              | 2            |             |
| Met de sneltrein naar Zandvoort                               | 23-06-2006            | 15-07-2006            | 27              | 3            |             |
| Hartenvrouw                                                   | 2006                  | 20-11-2006            | tip             |              |             |

### Studio 100 Zomerfestival
De jongens van TopStars waren in 2005 en 2006 van de partij bij het Studio 100 Zomerfestival.

## Opnamelocaties
- Voor Spring en TopStars werden de buitenopnames van de dansschool gemaakt bij het kostuumatelier van Studio 100 bij Molenberglei 22 in Schelle. Als herkenningspunt is het bedrijf Neirynck & Vogt vaak als N & V 22 in beeld te zien.
- Voor locaties als de bioscoop, het terras, het basketbalveldje en de kiosk werd ook op het terrein van Studio 100 gefilmd.
- De buitenopnames van het huis van de Van Astens zijn gemaakt op de Hogebergdreef in Putte, tegenover de basisschool Op Dreef. De binnenopnames vonden plaats in de studio.
- De scènes in aflevering 50, 51 en 52 waarin Marieke samen met fotograaf Dirk een fotoshoot doet, werden opgenomen bij de molen Nieuw Leven in Valburg. In de serie wordt hiervoor geen fictieve plaatsnaam gebruikt: Marieke zegt tegen Bas dat ze in Valburg is, vlak bij de A15 bij de Molenstraat.
- Het park in seizoen 2 en 3 is in werkelijkheid het Gemeentepark van Boom.
- Het theater waar in aflevering 51 en 52 de danswedstrijd wordt gehouden, is in werkelijkheid Theater Elckerlyc aan de Frankrijklei 85-87 in Antwerpen.
- De scènes in aflevering 74 en 75 met Ruben en Monica en de scènes waarin Ruben in de auto van Toms vader rijdt en even later voor een gebouw ergens tegenaan gebotst is, werden opgenomen op de Baron van Ertbornstraat in Aartselaar. In werkelijkheid is het gebouw het politiebureau van Aartselaar.
- De loods op industriegebied De Witte Paal waar de autobende (Joost, Bart en de leider) zich in seizoen 2 schuilhoudt, zit in werkelijkheid op de Molenberglei 8 in Schelle.
- De drogist en de winkelstraat in aflevering 105, 109 en 112 is in werkelijkheid de Wouwsestraat in Bergen op Zoom, met op de achtergrond de Free Record Shop en ijssalon Crusio. Ook de scène waarin Daan 's avonds fietst en bijna wordt aangereden door een auto is in die straat opgenomen.
- In aflevering 114 zijn Peggy en Bo op weg naar Robert omdat hij de dansschool wil verkopen. De kruising waar ze stoppen omdat het licht op rood staat, is in werkelijkheid de kruising tussen de Zuid-Oostsingel en de Jacob Obrechtlaan in Bergen op Zoom. In de scène is op de achtergrond het gemeentehuis van Bergen op Zoom te zien en op de voorgrond het gebouw van de Rabobank. Rond 2008 werd het oude gebouw van de Rabobank gesloopt en is er een nieuw gebouw voor de Rabobank in de plaats gekomen.
- Snackbar 't Hoekje, die te zien is van aflevering 121 t/m 151, is in werkelijkheid Frituur 't Solft op de Solftplaats 13 in Antwerpen.
- De scène in aflevering 138 met Jean Paul Carré en zijn modellen en de scène waarin ze door Peggy en haar danseressen worden opgesloten in de kleedkamers, zijn in de kleedkamerruimte van Studio 100 opgenomen.
- In aflevering 144 van seizoen 3 is Peggy op weg naar het optreden van de jongens van de band bij Snackbar 't Hoekje. Onderweg loopt Peggy langs een gebouw. In werkelijkheid is het Novadic-Kentron een verslavingskliniek en de scène werd op de Zuid-Oostsingel 45 in Bergen op Zoom opgenomen.
- In aflevering 152 van seizoen 3 zijn Ruben, Tom en Bas onderweg naar Salou voor een optreden. Wat ze niet weten is dat er onder het busje drugs zit en aan het vervoeren zijn. Halverwege worden ze bij de Franse grens in de buurt van Maubeuge door de Franse douane aangehouden. Tijdens de controle van de Franse douane ontdekken ze dat onder het busje drugs zit. Ruben, Tom en Bas moeten per direct de gevangenis in. De Franse grens in de serie is in werkelijkheid niet bij de Franse grens opgenomen. De locatie van de Franse grens ook wel de grenspost werd opgenomen in Rumst op de Hollebeekstraat 91. In werkelijkheid stond het pand wat als grenspost diende in de serie tijdens de opnames leeg. Jaren later is het pand weer bewoond. De locatie zelf is niet echt veel veranderd. Ook is het pand niet gesloopt. De Franse vlag en het grensbord met France (Frankrijk) erop die in verschillende shots te zien is, is door de crew opgehangen en neergezet.
- In aflevering 155 en 156 zijn Daan en Lars op weg naar de Ardennen. In werkelijkheid reden ze op de N16 van Schelle naar Londerzeel. In het shot rijden Daan en Lars op een rotonde richting de Koning Boudewijnlaan in Willebroek. Even later rijden ze op de Ringbrug.

## Waar zijn ze nu?
- Martijn deed auditie voor de hoofdrol in de musical Joseph;' in het tv-programma op zoek naar Joseph; hij kwam niet verder dan de voorronde. In het theaterseizoen 2013-14 speelde hij in de musical Arthur en de strijd om Camelot de rol van Mordred en Understudy Arthur
- Aiko speelde in een MTV-spotje met Engelstalige commentaarstem.
- Nicole heeft reclamespots gemaakt voor soep en kaas.
- Lieuwe speelde de hoofdrol in Sjakoo; De Musical.
- Noi danste in het programma So you think you can dance waarin ze tot de laatste 14 kwam.
- Ingrid danste bij het programma Dancing Queen waarin ze won. Ze danste achter sterren als Elize en Jody Bernal. Verder danst ze mee in Let's Dance en op zoek naar Joseph presenteerde ze verschillende kinderprogramma's op Net5. Ook was ze te zien in AVRO Junior Dance. Ingrid is tegenwoordig ook actief op YouTube waar ze vlogt.

## Trivia
- Marc Waltman die de serie regisseerde, speelde in aflevering 65 van seizoen 2 een gastrol als Anton Bremers.
- Marc Krone die ook de serie regisseerde, speelde in enkele afleveringen van seizoen 2 en seizoen 3 een gastrol als Achmed, de ober.
- Joost Rekkers die de floormanager was van de serie, speelde in aflevering 98 tot aflevering 100 en in aflevering 104 van seizoen 2 een gastrol als Casper, de broer van Kimberley (Kim) ook wel de bardame uit de Frenz.
- In aflevering 145 van seizoen 3 is een scène te zien als Marie-France met Jack de Ridder belt en Jack in de studio staat waar de opnames werd gemaakt voor de serie Het Huis Anubis in de kamer van Appie & Jeroen. Waarschijnlijk was dat een verwijzing als opvolger van de serie TopStars.
- In aflevering 156 van seizoen 3 krijgen Daan & Lars een auto-ongeluk. De stunt van het auto-ongeluk werd in september 2006 opgenomen. De stunt werd 2 keer opgenomen, de eerste keer wilde de auto niet over de kop, terwijl Lieuwe (Daan) & Fons (Lars) in de make up waren geweest. Dat eindigde in een rare scène. Een klein ongeluk met veel bloed. Dat was iets te eng voor een kinderserie en niet geschikt, waardoor de scène niet goedgekeurd werd om uit te zenden.